# Dale T. Mortensen
Dale Thomas Mortensen (n. 2 februarie 1939, Enterprise⁠(d), Oregon, SUA – d. 9 ianuarie 2014, Wilmette⁠(d), Illinois, SUA) a fost un economist american. A primit Premiul Nobel pentru Economie în 2010, împreună cu Christopher A. Pissarides și Peter A. Diamond „pentru o teorie care ajută la înțelegerea modului în care șomajul este afectat de politicile guvernamentale”.

## Publicații selectate
- D. Mortensen and E. Nagypál (2007), 'More on unemployment and vacancy fluctuations.' Review of Economic Dynamics 10 (3), pp. 327–47.
- D. Mortensen (2005), Wage Dispersion: Why Are Similar Workers Paid Differently?, MIT Press.  ISBN 0-262-63319-1
- K. Burdett and D. Mortensen (1998), 'Wage differentials, employer size, and unemployment.' International Economic Review 39, pp. 257–73.
- D. Mortensen and C. Pissarides (1994), 'Job creation and job destruction in the theory of unemployment.' Review of Economic Studies 61, pp. 397–415.
- D. Mortensen (1986), 'Job search and labor market analysis.' Ch. 15 of Handbook of Labor Economics, vol. 2, O. Ashenfelter and R. Layard, eds., North-Holland.
- D. Mortensen (1982), 'Property rights and efficiency of mating, racing, and related games.' American Economic Review 72 (5), pp. 968–79.
- D. Mortensen (1982), 'The matching process as a non-cooperative/bargaining game.' In The Economics of Information and Uncertainty, J. McCall, ed., NBER, ISBN 0-226-55559-3.
- D. Mortensen (1972), 'A theory of wage and employment dynamics.' In Microeconomic Foundations of Employment and Inflation Theory, E. Phelps et al., eds., Norton, ISBN 978-0-393-09326-1